# Wermdö BF
Wärmdö BF är en bandyklubb i Sverige som bildades 2008. A-laget spelar sina matcher i Division 2 på Ekvallens IP. Wärmdö BF har sin verksamhet inom Stockholms bandyförbunds distrikt.